# Rogy
Rogy – miejscowość i gmina we Francji, w regionie Hauts-de-France, w departamencie Somma.
Według danych na rok 1990 gminę zamieszkiwały 82 osoby, a gęstość zaludnienia wynosiła 12 osób/km² (wśród 2293 gmin Pikardii Rogy plasuje się na 915. miejscu pod względem liczby ludności, natomiast pod względem powierzchni na miejscu 704.).